# Zhaoyuan
Zhaoyuan (招远市S, ZhāoyuǎnP) è una città-contea della Cina, situata nella provincia dello Shandong e amministrata dalla prefettura di Yantai.